# 自衛隊の行動
自衛隊の行動（じえいたいのこうどう）とは、主に自衛隊法第6章「自衛隊の行動」として規定が設けられている、自衛隊が行う行動である。行動の際の権限については、第7章「自衛隊の権限」に規定されている。

## 概要
日本は法治国家であり、その政府機関の一つである自衛隊も法律に基づいて行動を行う。日本は、第二次世界大戦の敗戦の影響により、軍事関係は法的な制約が大きい。一般に国際法的な面で軍隊の行動は、「ネガティブリスト」方式で、「行ってはいけない行動」を主眼に規定されるのに対して、自衛隊の行動は国内法的な面で「ポジティブリスト」方式であり、「行うとされる行動」が主眼に規定されている。法に規定されていない行動は、行い難くなっている。冷戦期は、「災害派遣」「領空侵犯に対する措置」「機雷等の除去」以外の行動は、実施されなかったが、21世紀に入りアメリカ同時多発テロ事件やソマリア沖の海賊等の国際情勢の変化や、北朝鮮の不審船や弾道ミサイル等の安全保障環境の変化により、行動の種類が増えてきている。
2016年の平和安全法制（我が国及び国際社会の平和及び安全の確保に資するための自衛隊法等の一部を改正する法律（平成27年9月30日法律第76号））施行による自衛隊法改正により、日本以外の国家に対する武力攻撃に際し、日本の存立及び日本国民への脅威が生じるという「存立危機事態」（武力攻撃事態等及び存立危機事態における我が国の平和と独立並びに国及び国民の安全の確保に関する法律第2条及び自衛隊法第76条）も防衛出動の条件に加えられた。
以下にそれらを示す。
| 行動名                       | 根拠条項  | 発令時状況 | 命令権者                                                      | 行動内容                                                                   | 備考 |
| ---------------------------- | --------- | --- | ------------------------------------------------------------- | -------------------------------------------------------------------------- | --- |
| 防衛出動                     | 第76条    | 外部からの武力攻撃もしくはそれが切迫している場合。日本と密接な関係にある他国に対する武力攻撃が発生し、これにより日本の存立が脅かされ、国民の生命、自由及び幸福追求の権利が根底から覆される明白な危険がある場合。 | 内閣総理大臣                                                  | 必要な武力を行使（第88条）                                                 | 発令実績なし。事態対処法第9条に基づき、事前ないし事後に国会の承認が必要とされる。存立危機事態の条項は、2016年追加。 |
| 防衛出動待機命令             | 第77条    | 外部からの武力攻撃による防衛出動命令が発せられることが予測される場合 | （内閣総理大臣の承認の下） 防衛大臣                           | 防衛出動待機                                                               | 発令実績なし。 |
| 防御施設構築の措置           | 第77条の2 | 防衛出動命令が発せられることが予測される場合 | （内閣総理大臣の承認の下） 防衛大臣                           | 防御施設の構築                                                             | 2003年改正により追加。発令実績なし。存立危機事態による防衛出動は対象とならない。 |
| 防衛出動下令前の行動関連措置 | 第77条の3 | 防衛出動命令が発せられることが予測される場合 | 防衛大臣                                                      | アメリカ軍に対する物品や役務の提供等の支援                                 | 「武力攻撃事態等におけるアメリカ合衆国の軍隊の行動に伴い我が国が実施する措置に関する法律」（2015年、武力攻撃事態等及び存立危機事態におけるアメリカ合衆国の軍隊の行動に伴い我が国が実施する措置に関する法律に改正）制定に伴い、2004年に追加。発令実績なし。存立危機事態による防衛出動は対象とならない。 |
| 国民保護等派遣               | 第77条の4 | 武力攻撃もしくはそれが切迫している場合、都道府県知事等からの要請があった場合 | （内閣総理大臣の承認の下） 防衛大臣                           | 緊急対処保護措置の実施                                                     | 「武力攻撃事態等における国民の保護のための措置に関する法律」制定に伴い、2004年に追加。発令実績なし。 |
| 治安出動                     | 第78条    | 一般の警察力では治安が維持できない場合 | 内閣総理大臣 （国会の承認）                                   | 警察と同等な治安維持活動の実施                                             | 発令実績なし。 |
| 治安出動待機命令             | 第79条    | 治安出動命令が発せられることが予測される場合 | （内閣総理大臣の承認の下） 防衛大臣                           | 治安出動待機                                                               | 発令実績なし。 |
| 治安出動下令前に行う情報収集 | 第79条の2 | 治安出動命令が発せられることが予測される場合及び武器を用いた不法行為が予測される場合 | （内閣総理大臣の承認の下）防衛大臣                            | 情報の収集                                                                 | 発令実績なし。 |
| 海上保安庁の統制             | 第80条    | 外部からの武力攻撃による防衛出動及び治安出動時 | 内閣総理大臣                                                  | 海上保安庁を防衛大臣の統制下に置く                                         | 発令実績なし。存立危機事態による防衛出動は対象とならない。 |
| 要請による治安出動           | 第81条    | 治安維持上重大な事態に際し、都道府県知事の要請がある場合 | 内閣総理大臣                                                  | 警察と同等な治安維持活動の実施                                             | 発令実績なし。 |
| 警護出動                     | 第81条の2 | 重要な施設等を破壊する行為が行われる恐れがあり、それを防護する必要がある場合 | 内閣総理大臣                                                  | 自衛隊及びアメリカ軍施設等の警護                                           | 2001年追加。発令実績なし。 |
| 海上警備行動                 | 第82条    | 海上における治安維持のため、特別の必要がある場合 | （内閣総理大臣の承認の下） 防衛大臣                           | 海上における必要な行動                                                     | 能登半島沖不審船事件や漢級原子力潜水艦領海侵犯事件、ソマリア沖海賊の対策部隊派遣時に発令実績あり。 |
| 海賊対処行動                 | 第82条の2 | 海賊行為に対処するため特別の必要がある場合 | （内閣総理大臣の承認の下） 防衛大臣 （海賊対処法第7条による） | 海賊対処行動                                                               | 「海賊行為の処罰及び海賊行為への対処に関する法律」制定に伴い2009年に追加。ソマリア沖海賊の対策部隊派遣時に発令実績あり。 |
| 破壊措置命令                 | 第82条の3 | 弾道ミサイル等により国内に被害が生じる恐れがある場合 | （内閣総理大臣の承認の下） 防衛大臣                           | 状況により武器を使用し、弾道ミサイル等を破壊                               | 2005年追加。北朝鮮のミサイル発射実験に対し、発令実績多数。今現在、同国のミサイルに対し継続発令中。 |
| 災害派遣                     | 第83条    | 都道府県知事その他政令で定める者からの要請 | 防衛大臣又はその指定する者                                    | 災害救援活動の実施。部隊近傍の災害に対しては、部隊長自身が部隊派遣を発令。 | 発令実績多数。 |
| 地震防災派遣                 | 第83条の2 | 大規模地震対策特別措置法に規定する地震災害警戒本部長（内閣総理大臣）からの要請 | 防衛大臣                                                      | 地震防災応急対策等の実施                                                   | 1978年追加。発令実績なし。 |
| 原子力災害派遣               | 第83条の3 | 原子力災害対策特別措置法に規定する原子力災害対策本部長（内閣総理大臣）からの要請 | 防衛大臣                                                      | 緊急事態応急対策の実施                                                     | 1999年に追加。福島第一原子力発電所事故対応の発令実績あり。 |
| 領空侵犯に対する措置         | 第84条    | 領空侵犯事案の発生時 | 防衛大臣                                                      | 領空からの退去ないし強制着陸措置の実施                                     | 発令実績多数。 |
| 機雷の除去                   | 第84条の2 | 機雷等の除去の必要性が生じた場合 | 防衛大臣                                                      | 機雷等の除去                                                               | 発令実績多数。 |
| 在外邦人等の保護措置         | 第84条の3 | 外国における緊急事態に際して外務大臣から依頼時 | 防衛大臣                                                      | 緊急事態に際して邦人の警護、救出を実施                                     | 2016年追加。発令実績なし。 |
| 在外邦人等の輸送             | 第84条の4 | 外国における災害、騒乱等の緊急事態において外務大臣からの依頼時 | 防衛大臣                                                      | 緊急事態回避に向け、邦人、その他の人物等の輸送を実施                       | 2006年追加。発令実績多数。 |
| 後方支援活動等               | 第84条の5 | 重要影響事態や国外における災害発生時、PKO活動協力時 | 防衛大臣又はその委任を受けた者                                | 後方支援活動としての物品やサービス等の提供。捜索救助活動の実施。           | 2006年追加。2016年改正。 |

## 命令の種別
行動（自衛隊法6章以外も含む）に対し、命令種別及び略称は以下のようにされている。
| 命令の種別                                                                         | 略号     |
| ---------------------------------------------------------------------------------- | -------- |
| 防衛出動の場合の行動命令                                                           | 行防命   |
| 治安出動の場合の行動命令                                                           | 行治命   |
| 警護出動の場合の行動命令                                                           | 行護命   |
| 防御施設構築の措置の場合の行動命令                                                 | 行御命   |
| 防衛出動下令前の行動関連措置の場合の行動命令                                       | 行防行命 |
| 国民保護等派遣の場合の行動命令                                                     | 行国命   |
| 治安出動下令前に内閣総理大臣の承認を得て行う情報収集の場合の行動命令               | 行治情命 |
| 海上における警備行動の場合の行動命令                                               | 行警命   |
| 海賊対処行動の場合の行動命令                                                       | 行賊命   |
| 弾道ミサイル等に対する破壊措置の場合の行動命令                                     | 行弾命   |
| 災害派遣の場合の行動命令                                                           | 行災命   |
| 地震防災派遣の場合の行動命令                                                       | 行震命   |
| 原子力災害派遣の場合の行動命令                                                     | 行原命   |
| 領空侵犯に対する措置の場合の行動命令                                               | 行領命   |
| 機雷等の除去の場合の行動命令                                                       | 行機命   |
| 在外邦人等の保護措置の場合の行動命令                                               | 行保命   |
| 在外邦人等の輸送の場合の行動命令                                                   | 行輸命   |
| 重要影響事態に際して行う後方支援活動、捜索救助活動又は船舶検査活動の場合の行動命令 | 行後命   |
| 国際緊急援助活動又は当該活動に係る輸送の場合の行動命令                             | 行緊命   |
| 国際平和協力業務又は委託に基づく輸送の場合の行動命令                               | 行平命   |
| 防衛出動待機命令                                                                   | 防待命   |
| 治安出動待機命令                                                                   | 治待命   |